# Libye aux Jeux olympiques
La Libye participe aux Jeux olympiques d'été depuis 1964. Les Libyens ne participent pas aux Jeux olympiques d'été de 1972 et boycottent les Jeux de 1976 et de 1984. Le pays n'a jamais participé aux Jeux d'hiver. 
Le pays n'a jamais remporté de médailles.
Le Comité olympique libyen a été créé en 1962 et a été reconnu par le Comité international olympique (CIO) en 1963.